# Kevin Krawietz
 Kevin Krawietz  (nacido el 24 de enero de 1992) es un tenista profesional alemán.

## Carrera
Su mejor ranking individual es el Nº 270 alcanzado el 18 de junio de 2012, mientras que en dobles logró la posición 106 el 15 de mayo de 2017.
No ha logrado hasta el momento títulos de la categoría ATP ni de la ATP Challenger Tour, aunque sí ha obtenido varios títulos Futures tanto en individuales como en dobles.

## Torneos de Grand Slam

### Dobles

#### Campeón (2)
| Año  | Torneo        | Pareja       | Oponentes en la final        | Resultado   |
| 2019 | Roland Garros | Andreas Mies | Jérémy Chardy Fabrice Martin | 6-2, 7-6(3) |
| 2020 | Roland Garros | Andreas Mies | Mate Pavić Bruno Soares      | 6-3, 7-5    |

#### Finalista (1)
| Año  | Torneo             | Pareja    | Oponentes en la final       | Resultado   |
| 2024 | Abierto de EE. UU. | Tim Puetz | Max Purcell Jordan Thompson | 4-6, 6-7(4) |

## Títulos ATP (12; 0+12)

### Dobles (12)
| Leyenda                   |
| Grand Slam (2)            |
| ATP World Tour Finals (1) |
| ATP Masters 1000 (0)      |
| ATP World Tour 500 (5)    |
| ATP World Tour 250 (4)    |

| N.º | Fecha                   | Torneo                | Superficie    | Pareja         | Oponentes en la final                  | Resultado              |
| --- | ----------------------- | --------------------- | ------------- | -------------- | -------------------------------------- | ---------------------- |
| 1.  | 17 de febrero de 2019   | Nueva York            | Dura (i)      | Andreas Mies   | Santiago González Aisam-ul-Haq Qureshi | 6-4, 7-5               |
| 2.  | 8 de junio de 2019      | Roland Garros         | Tierra batida | Andreas Mies   | Jérémy Chardy Fabrice Martin           | 6-2, 7-6(3)            |
| 3.  | 20 de octubre de 2019   | Amberes               | Dura (i)      | Andreas Mies   | Rajeev Ram Joe Salisbury               | 7-6(1), 6-3            |
| 4.  | 10 de octubre de 2020   | Roland Garros         | Tierra batida | Andreas Mies   | Mate Pavić Bruno Soares                | 6-3, 7-5               |
| 5.  | 2 de mayo de 2021       | Múnich                | Tierra batida | Wesley Koolhof | Sander Gillé Joran Vliegen             | 4-6, 6-4, [10-5]       |
| 6.  | 20 de junio de 2021     | Halle                 | Hierba        | Horia Tecău    | Félix Auger-Aliassime Hubert Hurkacz   | 7-6(4), 6-4            |
| 7.  | 24 de abril de 2022     | Barcelona             | Tierra batida | Andreas Mies   | Wesley Koolhof Neal Skupski            | 6-7(3), 7-6(5), [10-6] |
| 8.  | 1 de mayo de 2022       | Múnich                | Tierra batida | Andreas Mies   | Rafael Matos David Vega Hernández      | 4-6, 6-4, [10-7]       |
| 9.  | 30 de julio de 2023     | Hamburgo              | Tierra batida | Tim Puetz      | Sander Gillé Joran Vliegen             | 7-6(4), 6-3            |
| 10. | 21 de julio de 2024     | Hamburgo              | Tierra batida | Tim Puetz      | Fabien Reboul Édouard Roger-Vasselin   | 7-6(8), 6-2            |
| 11. | 17 de noviembre de 2024 | ATP World Tour Finals | Dura (i)      | Tim Puetz      | Marcelo Arévalo Mate Pavić             | 7-6(5), 7-6(6)         |
| 12. | 22 de junio de 2025     | Halle                 | Hierba        | Tim Puetz      | Simone Bolelli Andrea Vavassori        | 6-3, 7-6(4)            |

#### Finalista (11)
| N.º | Fecha                   | Torneo            | Superficie    | Pareja       | Oponentes en la final             | Resultado            |
| --- | ----------------------- | ----------------- | ------------- | ------------ | --------------------------------- | -------------------- |
| 1.  | 25 de octubre de 2020   | Colonia II        | Dura (i)      | Andreas Mies | Raven Klaasen Ben McLachlan       | 2-6, 4-6             |
| 2.  | 7 de marzo de 2021      | Róterdam          | Dura (i)      | Horia Tecău  | Nikola Mektić Mate Pavić          | 6-7(7), 2-6          |
| 3.  | 25 de abril de 2021     | Barcelona         | Tierra batida | Horia Tecău  | Juan Sebastián Cabal Robert Farah | 4-6, 2-6             |
| 4.  | 18 de julio de 2021     | Hamburgo          | Tierra batida | Horia Tecău  | Tim Puetz Michael Venus           | 3-6, 7-6(3), [8-10]  |
| 5.  | 23 de abril de 2023     | Múnich            | Tierra batida | Tim Puetz    | Alexander Erler Lucas Miedler     | 3-6, 4-6             |
| 6.  | 18 de junio de 2023     | Stuttgart         | Hierba        | Tim Puetz    | Nikola Mektić Mate Pavić          | 6-7(2), 3-6          |
| 7.  | 7 de enero de 2024      | Brisbane          | Dura          | Tim Puetz    | Lloyd Glasspool Jean-Julien Rojer | 6-7(3), 7-5, [10-12] |
| 8.  | 23 de junio de 2024     | Halle             | Hierba        | Tim Puetz    | Simone Bolelli Andrea Vavassori   | 6-7(3), 6-7(5)       |
| 9.  | 7 de septiembre de 2024 | Abierto de EE.UU. | Dura          | Tim Puetz    | Max Purcell Jordan Thompson       | 4-6, 6-7(4)          |
| 10. | 11 de enero de 2025     | Adelaida          | Dura          | Tim Puetz    | Simone Bolelli Andrea Vavassori   | 6-4, 6-7(4), [9-11]  |
| 11. | 20 de abril de 2025     | Múnich            | Tierra batida | Tim Puetz    | André Göransson Sem Verbeek       | 4-6, 4-6             |

## Títulos ATP Challenger

### Dobles (17)
| N.° | Fecha                    | Torneo                        | Superficie    | Pareja              | Oponentes en la final                    | Resultado        |
| --- | ------------------------ | ----------------------------- | ------------- | ------------------- | ---------------------------------------- | ---------------- |
| 1.  | 11 de septiembre de 2015 | Challenger de Meknes          | Tierra batida | Maximilian Marterer | Gianluca Naso Riccardo Sinicropi         | 7-5, 6-1         |
| 2.  | 23 de julio de 2016      | Challenger de Recanati        | Dura          | Albano Olivetti     | Ruben Bemelmans Adrián Menéndez-Maceiras | 6-3, 7-6         |
| 3.  | 23 de septiembre de 2016 | Challenger de Kenitra         | Tierra batida | Maximilian Marterer | Uladzimir Ignatik Michael Linzer         | 7-6, 4-6, [10-6] |
| 4.  | 6 de noviembre de 2016   | Challenger de Eckental        | Moqueta       | Albano Olivetti     | Roman Jebavý Andrej Martin               | 6-7, 6-4, [10-7] |
| 5.  | 13 de noviembre de 2016  | Challenger de Ortisei         | Dura (i)      | Albano Olivetti     | Frank Dancevic Marko Tepavac             | 6-4, 6-4         |
| 6.  | 19 de agosto de 2017     | Challenger de Meerbusch       | Tierra batida | Andreas Mies        | Dustin Brown Antonio Sancic              | 6-1, 7-6(5)      |
| 7.  | 7 de abril de 2018       | Challenger de Panamá          | Tierra batida | Yannick Hanfmann    | Nathan Pasha Roberto Quiroz              | 7-6, 6-4         |
| 8.  | 15 de abril de 2018      | Challenger de México          | Tierra batida | Yannick Hanfmann    | Luke Bambridge Jonny O'Mara              | 6-2, 7-6(3)      |
| 9.  | 12 de mayo de 2018       | Challenger de Roma            | Tierra batida | Andreas Mies        | Sander Gillé Joran Vliegen               | 6-3, 2-6, [10-4] |
| 10. | 15 de junio de 2018      | Challenger de Almaty          | Tierra batida | Andreas Mies        | Laurynas Grigelis Vladyslav Manafov      | 6-2, 7-6(2)      |
| 11. | 9 de septiembre de 2018  | Challenger de Génova          | Tierra batida | Andreas Mies        | Martin Klizan Filip Polasek              | 6-2, 3-6, [10-2] |
| 12. | 22 de septiembre de 2018 | Challenger de Sibiu           | Tierra batida | Andreas Mies        | Tomasz Bednarek David Pel                | 6-4, 6-2         |
| 13. | 4 de noviembre de 2018   | Challenger de Eckental (2)    | Moqueta       | Andreas Mies        | Hugo Nys Jonny O'Mara                    | 6-1, 6-4         |
| 14. | 10 de febrero de 2019    | Challenger de Budapest        | Dura (i)      | Filip Polasek       | Filippo Baldi Luca Margaroli             | 7-5, 7-6(5)      |
| 15. | 30 de marzo de 2019      | Challenger de Marbella        | Tierra batida | Andreas Mies        | Sander Gillé Joran Vliegen               | 7-6. 2-6, [10-6] |
| 16. | 11 de mayo de 2019       | Challenger de Aix-en-Provence | Tierra batida | Jurgen Melzer       | Frederik Nielsen Tim Puetz               | 7-6(5), 6-2      |
| 17. | 19 de mayo de 2019       | Challenger de Heilbronn       | Tierra batida | Andreas Mies        | Andre Begemann Fabrice Martin            | 6-2, 6-4         |